# Mārupe
Mārupe (latvijsko Mārupes novads) je občina in naselje v Latviji. Občina je bila ustanovljena leta 2009 s preoblikovanjem župnije Mārupe v upravno središče.

## Zemljepisni položaj
Mārupe leži južno od Rige. Razprostira se na območju velikem 103,9 km2. Po štetju iz leta 2010 v občini živi 13.958 prebivalcev.
V občino so vključena naslednja naselja
- Jaunmārupe
- Mārupe
- Skulte
- Tīraine
- Mārupes pagasts (agrarno področje)

## Gospodarstvo
Mednarodno letališče Riga se nahaja v občini Mārupe. Latvijski letalski družbi AirBaltic in SmartLynx Airlines  imata sedež na letališču v Rigi. Na letališču ima sedež tudi Latvijska Agencija za civilno letalstvo Latvije.

## Nacionalna sestava prebivalstva
Nacionalna sestava prebivalstva v letu 2011 je bila naslednja:
- Latvijci    11.471; 71,92%
- Rusi         3.183; 19,96%
- Belorusi       364;  2,28%
- Ukrajinci      316;  1,98%
- Poljaki        188;  1,18%
- Litovci        112;  0,70%
- Drugi              316;  1,98%